# Luis Maldonado
Luis Silvestre Maldonado García (ur. 11 maja 1979 w Monterrey) – meksykański piłkarz występujący na pozycji napastnika.

## Kariera klubowa
Maldonado pochodzi z miasta Monterrey i jest wychowankiem tamtejszego zespołu CF Monterrey. W meksykańskiej Primera División zadebiutował w wieku 17 lat – 14 września 1996 w przegranym 0:1 spotkaniu z Tolucą. Premierowego gola i jedynego zarazem gola w najwyższej klasie rozgrywkowej strzelił 12 kwietnia 1997 w wygranej 4:2 konfrontacji z Pueblą. Jesienne rozgrywki Invierno 1998 spędził na wypożyczeniu w drużynie Toros Neza. Ogółem podczas swojej kariery piłkarskiej wystąpił w 51 ligowych spotkaniach, jednak tylko w 18 jako gracz wyjściowego składu. Profesjonalną grę zakończył, mając zaledwie 20 lat.

## Kariera reprezentacyjna
W 1997 roku Valenzuela został powołany przez szkoleniowca José Luisa Reala do reprezentacji Meksyku U-20 na Młodzieżowe Mistrzostwa Świata w Malezji. Był wówczas pierwszym zawodnikiem wchodzącym z ławki i wystąpił we wszystkich czterech spotkaniach w roli rezerwowego. Jego drużyna odpadła ostatecznie w 1/8 finału.